# Ronde van Californië 2017
De 12e editie van de Amgen Ronde van Californië vond in 2017 plaats van 14 tot en met 20 mei. De start was in Sacramento, de finish in Pasadena. De ronde maakte deel uit van de UCI World Tour 2017. De titelverdediger was de Fransman Julian Alaphilippe. Deze editie werd gewonnen door de Nieuw-Zeelander George Bennett.

## Deelnemende ploegen
| WorldTour                          | ProContinentaal                            | Continentaal           |
| ---------------------------------- | ------------------------------------------ | ---------------------- |
| Astana Pro Team                    | Cofidis                                    | Jelly Belly p/b Maxxis |
| BMC Racing Team                    | Team Novo Nordisk                          | Rally Cycling          |
| BORA-hansgrohe                     | Unitedhealthcare Professional Cycling Team |                        |
| Cannondale-Drapac Pro Cycling Team |                                            |                        |
| Team Dimension Data                |                                            |                        |
| Team Katjoesja Alpecin             |                                            |                        |
| Team LottoNL-Jumbo                 |                                            |                        |
| Quick-Step Floors                  |                                            |                        |
| Team Sky                           |                                            |                        |
| Team Sunweb                        |                                            |                        |
| Trek-Segafredo                     |                                            |                        |

## Etappe-overzicht
| Etappe | Datum  | Start         | Finish        | Type                | Afstand     | Winnaar         | Klassementsleider |
| ------ | ------ | ------------- | ------------- | ------------------- | ----------- | --------------- | ----------------- |
| 1e     | 14 mei | Sacramento    | Sacramento    | Vlakke rit          | 167,5 km    | Marcel Kittel   | Marcel Kittel     |
| 2e     | 15 mei | Modesto       | San Jose      | Heuvelrit           | 143 km      | Rafał Majka     | Rafał Majka       |
| 3e     | 16 mei | Pismo Beach   | Morro Bay     | Vlakke rit          | 183 km      | Peter Sagan     | Rafał Majka       |
| 4e     | 17 mei | Santa Barbara | Santa Clarita | Vlakke rit          | 161,5 km    | Evan Huffman    | Rafał Majka       |
| 5e     | 18 mei | Ontario       | Mt. Baldy     | Bergrit             | 125,5 km    | Andrew Talansky | Rafał Majka       |
| 6e     | 19 mei | Big Bear Lake | Big Bear Lake | Individuele tijdrit | 23 km (ITT) | Jonathan Dibben | George Bennett    |
| 7e     | 20 mei | Mountain High | Pasadena      | Heuvelrit           | 124 km      | Evan Huffman    | George Bennett    |

## Etappe-uitslagen

### 1e etappe
| Sacramento - Sacramento (167,5 km) |                             |                     |          |
| Plaats                             | Naam                        | Ploeg               | Tijd     |
| Winnaar                            | Marcel Kittel               | Quick-Step Floors   | 3u45'35" |
| 2                                  | Peter Sagan                 | BORA-hansgrohe      | z.t.     |
| 3                                  | Elia Viviani                | Team Sky            | z.t.     |
| 4                                  | John Degenkolb              | Trek-Segafredo      | z.t.     |
| 5                                  | Jempy Drucker               | BMC Racing Team     | z.t.     |
| 6                                  | Reinardt Janse van Rensburg | Team Dimension Data | z.t.     |
| 7                                  | Jonas Van Genechten         | Cofidis             | z.t.     |
| 8                                  | Marko Kump                  | UAE Team Emirates   | z.t.     |
| 9                                  | Wouter Wippert              | Cannondale-Drapac   | z.t.     |
| 10                                 | Travis McCabe               | Unitedhealthcare    | z.t.     |

| Algemeen klassement |                             |                     |          |
| Plaats              | Naam                        | Ploeg               | Tijd     |
| Gele trui           | Marcel Kittel               | Quick-Step Floors   | 3u45'25" |
| 2                   | Peter Sagan                 | BORA-hansgrohe      | + 4"     |
| 3                   | Elia Viviani                | Team Sky            | + 6"     |
| 4                   | Floris Gerts                | BMC Racing Team     | + 9"     |
| 5                   | Jonathan Clarke             | Unitedhealthcare    | z.t.     |
| 6                   | John Degenkolb              | Trek-Segafredo      | + 10"    |
| 7                   | Jempy Drucker               | BMC Racing Team     | z.t.     |
| 8                   | Reinardt Janse van Rensburg | Team Dimension Data | z.t.     |
| 9                   | Jonas Van Genechten         | Cofidis             | z.t.     |
| 10                  | Marko Kump                  | UAE Team Emirates   | z.t.     |

### 2e etappe
| Modesto - San Jose (143 km) |                    |                     |          |
| Plaats                      | Naam               | Ploeg               | Tijd     |
| Winnaar                     | Rafał Majka        | BORA-hansgrohe      | 3u43'46" |
| 2                           | George Bennett     | Team LottoNL-Jumbo  | z.t.     |
| 3                           | Ian Boswell        | Team Sky            | + 7"     |
| 4                           | Lachlan Morton     | Team Dimension Data | z.t.     |
| 5                           | Robert Gesink      | Team LottoNL-Jumbo  | + 37"    |
| 6                           | Brent Bookwalter   | BMC Racing Team     | z.t.     |
| 7                           | Tao Geoghegan Hart | Team Sky            | z.t.     |
| 8                           | Sam Oomen          | Team Sunweb         | z.t.     |
| 9                           | Enric Mas          | Quick-Step Floors   | z.t.     |
| 10                          | Andrew Talansky    | Cannondale-Drapac   | z.t.     |
|                             |                    |                     |          |
| 39                          | Floris De Tier     | Team LottoNL-Jumbo  | + 12'34" |

| Algemeen klassement |                       |                     |          |
| Plaats              | Naam                  | Ploeg               | Tijd     |
| Gele trui           | Rafał Majka           | BORA-hansgrohe      | 7u29'14" |
| 2                   | George Bennett        | Team LottoNL-Jumbo  | + 2"     |
| 3                   | Ian Boswell           | Team Sky            | + 14"    |
| 4                   | Lachlan Morton        | Team Dimension Data | + 16"    |
| 5                   | Robert Gesink         | Team LottoNL-Jumbo  | + 48"    |
| 6                   | Brent Bookwalter      | BMC Racing Team     | z.t.     |
| 7                   | Sam Oomen             | Team Sunweb         | z.t.     |
| 8                   | Andrew Talansky       | Cannondale-Drapac   | z.t.     |
| 9                   | Maximilian Schachmann | Quick-Step Floors   | z.t.     |
| 10                  | Vegard Stake Laengen  | UAE Team Emirates   | z.t.     |
|                     |                       |                     |          |
| 42                  | Floris De Tier        | Team LottoNL-Jumbo  | + 12'45" |

### 3e etappe
| Pismo Beach - Morro Bay (183 km) |                             |                        |          |
| Plaats                           | Naam                        | Ploeg                  | Tijd     |
| Winnaar                          | Peter Sagan                 | BORA-hansgrohe         | 4u53'26" |
| 2                                | Rick Zabel                  | Team Katjoesja Alpecin | z.t.     |
| 3                                | Simone Consonni             | UAE Team Emirates      | z.t.     |
| 4                                | Alexander Kristoff          | Team Katjoesja Alpecin | z.t.     |
| 5                                | Jempy Drucker               | BMC Racing Team        | z.t.     |
| 6                                | Reinardt Janse van Rensburg | Team Dimension Data    | z.t.     |
| 7                                | Taylor Phinney              | Cannondale-Drapac      | z.t.     |
| 8                                | Ramon Sinkeldam             | Team Sunweb            | z.t.     |
| 9                                | Travis McCabe               | Unitedhealthcare       | z.t.     |
| 10                               | Mike Teunissen              | Team Sunweb            | z.t.     |
|                                  |                             |                        |          |
| 25                               | Laurens De Vreese           | Astana Pro Team        | + 3"     |

| Algemeen klassement |                       |                     |           |
| Plaats              | Naam                  | Ploeg               | Tijd      |
| Gele trui           | Rafał Majka           | BORA-hansgrohe      | 12u22'43" |
| 2                   | George Bennett        | Team LottoNL-Jumbo  | + 2"      |
| 3                   | Ian Boswell           | Team Sky            | + 14"     |
| 4                   | Lachlan Morton        | Team Dimension Data | + 16"     |
| 5                   | Robert Gesink         | Team LottoNL-Jumbo  | + 45"     |
| 6                   | Brent Bookwalter      | BMC Racing Team     | + 48"     |
| 7                   | Sam Oomen             | Team Sunweb         | z.t.      |
| 8                   | Andrew Talansky       | Cannondale-Drapac   | z.t.      |
| 9                   | Vegard Stake Laengen  | UAE Team Emirates   | z.t.      |
| 10                  | Maximilian Schachmann | Quick-Step Floors   | z.t.      |
|                     |                       |                     |           |
| 42                  | Floris De Tier        | Team LottoNL-Jumbo  | + 12'45"  |

### 4e etappe
| Santa Barbara - Santa Clarita (161,5 km) |                     |                        |          |
| Plaats                                   | Naam                | Ploeg                  | Tijd     |
| Winnaar                                  | Evan Huffman        | Rally Cycling          | 3u41'52" |
| 2                                        | Rob Britton         | Rally Cycling          | z.t.     |
| 3                                        | Lennard Hofstede    | Team Sunweb            | z.t.     |
| 4                                        | Mathias Le Turnier  | Cofidis                | z.t.     |
| 5                                        | Gavin Mannion       | Unitedhealthcare       | z.t.     |
| 6                                        | Peter Sagan         | BORA-hansgrohe         | + 13"    |
| 7                                        | John Degenkolb      | Trek-Segafredo         | z.t.     |
| 8                                        | Marcel Kittel       | Quick-Step Floors      | z.t.     |
| 9                                        | Alexander Kristoff  | Team Katjoesja Alpecin | z.t.     |
| 10                                       | Simone Consonni     | UAE Team Emirates      | z.t.     |
|                                          |                     |                        |          |
| 13                                       | Jonas Van Genechten | Cofidis                | z.t.     |

| Algemeen klassement |                       |                     |           |
| Plaats              | Naam                  | Ploeg               | Tijd      |
| Gele trui           | Rafał Majka           | BORA-hansgrohe      | 16u04'48" |
| 2                   | George Bennett        | Team LottoNL-Jumbo  | + 2"      |
| 3                   | Ian Boswell           | Team Sky            | + 14"     |
| 4                   | Lachlan Morton        | Team Dimension Data | + 16"     |
| 5                   | Robert Gesink         | Team LottoNL-Jumbo  | + 45"     |
| 6                   | Brent Bookwalter      | BMC Racing Team     | + 48"     |
| 7                   | Sam Oomen             | Team Sunweb         | z.t.      |
| 8                   | Andrew Talansky       | Cannondale-Drapac   | z.t.      |
| 9                   | Vegard Stake Laengen  | UAE Team Emirates   | z.t.      |
| 10                  | Maximilian Schachmann | Quick-Step Floors   | z.t.      |
|                     |                       |                     |           |
| 38                  | Floris De Tier        | Team LottoNL-Jumbo  | + 12'45"  |

### 5e etappe
| Ontario - Mt. Baldy (125,5 km) |                    |                     |          |
| Plaats                         | Naam               | Ploeg               | Tijd     |
| Winnaar                        | Andrew Talansky    | Cannondale-Drapac   | 3u43'15" |
| 2                              | Rafał Majka        | BORA-hansgrohe      | z.t.     |
| 3                              | George Bennett     | Team LottoNL-Jumbo  | + 2"     |
| 4                              | Ian Boswell        | Team Sky            | + 5"     |
| 5                              | Brent Bookwalter   | BMC Racing Team     | + 8"     |
| 6                              | Sam Oomen          | Team Sunweb         | + 20"    |
| 7                              | Lachlan Morton     | Team Dimension Data | + 27"    |
| 8                              | Tao Geoghegan Hart | Team Sky            | + 40"    |
| 9                              | Robert Gesink      | Team LottoNL-Jumbo  | z.t.     |
| 10                             | Sepp Kuss          | Rally Cycling       | + 56"    |
|                                |                    |                     |          |
| 31                             | Floris De Tier     | Team LottoNL-Jumbo  | + 8'27"  |

| Algemeen klassement |                      |                     |           |
| Plaats              | Naam                 | Ploeg               | Tijd      |
| Gele trui           | Rafał Majka          | BORA-hansgrohe      | 19u47'57" |
| 2                   | George Bennett       | Team LottoNL-Jumbo  | + 6"      |
| 3                   | Ian Boswell          | Team Sky            | + 25"     |
| 4                   | Andrew Talansky      | Cannondale-Drapac   | + 44"     |
| 5                   | Lachlan Morton       | Team Dimension Data | + 49"     |
| 6                   | Brent Bookwalter     | BMC Racing Team     | + 1'02"   |
| 7                   | Sam Oomen            | Team Sunweb         | + 1'14"   |
| 8                   | Robert Gesink        | Team LottoNL-Jumbo  | + 1'31"   |
| 9                   | Tao Geoghegan Hart   | Team Sky            | + 1'34"   |
| 10                  | Vegard Stake Laengen | UAE Team Emirates   | + 1'50"   |
|                     |                      |                     |           |
| 35                  | Floris De Tier       | Team LottoNL-Jumbo  | + 21'18"  |

### 6e etappe
| Big Bear Lake - Big Bear Lake (23 km (ITT)) |                       |                        |         |
| Plaats                                      | Naam                  | Ploeg                  | Tijd    |
| Winnaar                                     | Jonathan Dibben       | Team Sky               | 28'27"  |
| 2                                           | Brent Bookwalter      | BMC Racing Team        | + 7"    |
| 3                                           | Andrew Talansky       | Cannondale-Drapac      | + 16"   |
| 4                                           | George Bennett        | Team LottoNL-Jumbo     | + 18"   |
| 5                                           | Filippo Ganna         | UAE Team Emirates      | + 21"   |
| 6                                           | Maximilian Schachmann | Quick-Step Floors      | z.t.    |
| 7                                           | Peter Sagan           | BORA-hansgrohe         | + 23"   |
| 8                                           | Maciej Bodnar         | BORA-hansgrohe         | z.t.    |
| 9                                           | Martin Elmiger        | BMC Racing Team        | + 25"   |
| 10                                          | Nils Politt           | Team Katjoesja Alpecin | + 27"   |
|                                             |                       |                        |         |
| 28                                          | Koen Bouwman          | Team LottoNL-Jumbo     | + 1'13" |
| 70                                          | Floris De Tier        | Team LottoNL-Jumbo     | + 2'33" |

| Algemeen klassement |                      |                     |           |
| Plaats              | Naam                 | Ploeg               | Tijd      |
| Gele trui           | George Bennett       | Team LottoNL-Jumbo  | 20u16'48" |
| 2                   | Rafał Majka          | BORA-hansgrohe      | + 35"     |
| 3                   | Andrew Talansky      | Cannondale-Drapac   | + 36"     |
| 4                   | Brent Bookwalter     | BMC Racing Team     | + 45"     |
| 5                   | Ian Boswell          | Team Sky            | + 1'00"   |
| 6                   | Vegard Stake Laengen | UAE Team Emirates   | + 1'54"   |
| 7                   | Tao Geoghegan Hart   | Team Sky            | + 2'12"   |
| 8                   | Sam Oomen            | Team Sunweb         | + 2'15"   |
| 9                   | Lachlan Morton       | Team Dimension Data | + 2'20"   |
| 10                  | Haimar Zubeldia      | Trek-Segafredo      | + 3'14"   |
|                     |                      |                     |           |
| 35                  | Floris De Tier       | Team LottoNL-Jumbo  | + 23'27"  |

### 7e etappe
| Mountain High - Pasadena (124 km) |                   |                        |          |
| Plaats                            | Naam              | Ploeg                  | Tijd     |
| Winnaar                           | Evan Huffman      | Rally Cycling          | 2u37'28" |
| 2                                 | David López       | Team Sky               | z.t.     |
| 3                                 | Nicolas Edet      | Cofidis                | z.t.     |
| 4                                 | Lachlan Morton    | Team Dimension Data    | z.t.     |
| 5                                 | Rob Britton       | Rally Cycling          | z.t.     |
| 6                                 | Peter Sagan       | BORA-hansgrohe         | + 22"    |
| 7                                 | Matteo Trentin    | Quick-Step Floors      | z.t.     |
| 8                                 | John Degenkolb    | Trek-Segafredo         | z.t.     |
| 9                                 | Benjamin King     | Team Dimension Data    | z.t.     |
| 10                                | Jhonatan Restrepo | Team Katjoesja Alpecin | z.t.     |
|                                   |                   |                        |          |
| 13                                | Sam Oomen         | Team Sunweb            | z.t.     |
| 29                                | Floris De Tier    | Team LottoNL-Jumbo     | + 35"    |

## Eindklassementen
| Plaats    | Naam                 | Ploeg               | Tijd      |
| --------- | -------------------- | ------------------- | --------- |
| Gele trui | George Bennett       | Team LottoNL-Jumbo  | 22u54'38" |
| 2         | Rafał Majka          | BORA-hansgrohe      | + 35"     |
| 3         | Andrew Talansky      | Cannondale-Drapac   | + 36"     |
| 4         | Brent Bookwalter     | BMC Racing Team     | + 45"     |
| 5         | Ian Boswell          | Team Sky            | + 1'00"   |
| 6         | Vegard Stake Laengen | UAE Team Emirates   | + 1'54"   |
| 7         | Lachlan Morton       | Team Dimension Data | + 1'55"   |
| 8         | Tao Geoghegan Hart   | Team Sky            | + 2'12"   |
| 9         | Sam Oomen            | Team Sunweb         | + 2'15"   |
| 10        | Haimar Zubeldia      | Trek-Segafredo      | + 3'14"   |
|           |                      |                     |           |
| 35        | Floris De Tier       | Team LottoNL-Jumbo  | + 23'40"  |

| Plaats      | Naam           | Ploeg              | Punten |
| ----------- | -------------- | ------------------ | ------ |
| Groene trui | Peter Sagan    | BORA-hansgrohe     | 46     |
| 2           | Evan Huffman   | Rally Cycling      | 33     |
| 3           | George Bennett | Team LottoNL-Jumbo | 31     |

| Plaats        | Naam             | Ploeg            | Punten |
| ------------- | ---------------- | ---------------- | ------ |
| Bolletjestrui | Daniel Jaramillo | Unitedhealthcare | 38     |
| 2             | Evan Huffman     | Rally Cycling    | 38     |
| 3             | Rafał Majka      | BORA-hansgrohe   | 25     |

| Plaats     | Naam               | Ploeg               | Tijd      |
| ---------- | ------------------ | ------------------- | --------- |
| Witte trui | Lachlan Morton     | Team Dimension Data | 22u56'33" |
| 2          | Tao Geoghegan Hart | Team Sky            | + 17"     |
| 3          | Sam Oomen          | Team Sunweb         | + 20"     |

| Plaats | Ploeg           | Tijd      |
| ------ | --------------- | --------- |
| 1      | Team Sky        | 68u50'04" |
| 2      | BMC Racing Team | + 5'44"   |
| 3      | Cofidis         | + 12'10"  |

## Klassementenverloop
| Etappe       | Winnaar         | Algemeen klassement · | Puntenklassement · | Bergklassement · | Jongerenklassement · | Ploegenklassement ·    |
| ------------ | --------------- | --------------------- | ------------------ | ---------------- | -------------------- | ---------------------- |
| 1            | Marcel Kittel   | Marcel Kittel         | Marcel Kittel      | Niet uitgereikt  | Floris Gerts         | Team Katjoesja Alpecin |
| 2            | Rafał Majka     | Rafał Majka           | Rafał Majka        | Daniel Jaramillo | Lachlan Morton       | Team Sky               |
| 3            | Peter Sagan     | Rafał Majka           | Peter Sagan        | Daniel Jaramillo | Lachlan Morton       | Team Sky               |
| 4            | Evan Huffman    | Rafał Majka           | Peter Sagan        | Daniel Jaramillo | Lachlan Morton       | Team Sky               |
| 5            | Andrew Talansky | Rafał Majka           | Peter Sagan        | Daniel Jaramillo | Lachlan Morton       | Team Sky               |
| 6            | Jonathan Dibben | George Bennett        | Peter Sagan        | Daniel Jaramillo | Tao Geoghegan Hart   | Team Sky               |
| 7            | Evan Huffman    | George Bennett        | Peter Sagan        | Daniel Jaramillo | Lachlan Morton       | Team Sky               |
| 0Eindstanden | 0Eindstanden    | George Bennett        | Peter Sagan        | Daniel Jaramillo | Lachlan Morton       | Team Sky               |

## Vrouwen
De derde editie van de Amgen Breakaway From Heart Disease Women's Race Empowered with SRAM maakte deel uit van de tweede editie van de UCI Women's World Tour 2017. De wedstrijd werd verreden van 11 tot 14 mei en de slotrit in Sacramento was op dezelfde dag als de eerste etappe bij de mannen. De eindoverwinning ging na een secondenspel naar Anna van der Breggen.
| Etappe       | Winnaar          | Algemeen klassement · | Puntenklassement ·   | Bergklassement · | Jongerenklassement · | Ploegenklassement ·           |
| ------------ | ---------------- | --------------------- | -------------------- | ---------------- | -------------------- | ----------------------------- |
| 1            | Megan Guarnier   | Megan Guarnier        | Megan Guarnier       | Megan Guarnier   | Arlenis Sierra       | Cylance Pro Cycling           |
| 2            | Katie Hall       | Katie Hall            | Anna van der Breggen | Katie Hall       | Ruth Winder          | UnitedHealthcare Women's Team |
| 3            | Coryn Rivera     | Katie Hall            | Arlenis Sierra       | Katie Hall       | Arlenis Sierra       | UnitedHealthcare Women's Team |
| 4            | Giorgia Bronzini | Anna van der Breggen  | Arlenis Sierra       | Katie Hall       | Arlenis Sierra       | UnitedHealthcare Women's Team |
| 0Eindstanden | 0Eindstanden     | Anna van der Breggen  | Arlenis Sierra       | Katie Hall       | Arlenis Sierra       | UnitedHealthcare Women's Team |

 Tour Down Under ·
 Great Ocean Road Race ·
 Abu Dhabi Tour ·
 Omloop Het Nieuwsblad ·
 Strade Bianche ·
 Parijs-Nice · 
 Tirreno-Adriatico · 
 Milaan-San Remo ·
 Ronde van Catalonië ·
 Dwars door Vlaanderen ·
 E3 Harelbeke ·
 Gent-Wevelgem ·
 Ronde van Vlaanderen ·
 Ronde van Baskenland ·
 Parijs-Roubaix ·
 Amstel Gold Race ·
 Waalse Pijl ·
 Luik-Bastenaken-Luik ·
 Ronde van Romandië ·
 Rund um den Finanzplatz Eschborn-Frankfurt ·
 Ronde van Italië ·
 Ronde van Californië ·
 Critérium du Dauphiné ·
 Ronde van Zwitserland ·
 Ronde van Frankrijk ·
 Clásica San Sebastián ·
 Ronde van Polen ·
 RideLondon Classic ·
  BinckBank Tour ·
 Ronde van Spanje ·
 EuroEyes Cyclassics ·
 Bretagne Classic ·
 GP van Quebec ·
 GP van Montreal ·
 Ronde van Lombardije ·
 Ronde van Turkije ·
 Ronde van Guangxi
 Strade Bianche ·
 Ronde van Drenthe ·
 Trofeo Alfredo Binda-Comune di Cittiglio ·
 Gent-Wevelgem ·
 Ronde van Vlaanderen ·
 Amstel Gold Race ·
 Waalse Pijl ·
 Luik-Bastenaken-Luik ·
 Ronde van Chongming ·
 Ronde van Californië ·
 The Women's Tour ·
 Ronde van Italië voor vrouwen ·
 La Course by Le Tour de France ·
 RideLondon Classic ·
 Open de Suède Vårgårda ·
 Ronde van Noorwegen ·
 Bretagne Classic ·
 Boels Rental Ladies Tour ·
 La Madrid Challenge by La Vuelta
Mannen:
2006 · 
2007 · 
2008 · 
2009 · 
2010 · 
2011 · 
2012 · 
2013 · 
2014 ·
2015 ·
2016 ·
2017 ·
2018 ·
2019
Vrouwen:
2015 ·
2016 ·
2017 ·
2018 ·
2019